# Сиво каменарче
Сивото каменарче (Oenanthe oenanthe) е прелетна птица от семейство Мухоловкови (Muscicapidae). Среща се и в България. Най-разпространеният вид от рода Каменарчета в Азия и Европа.

## Физически характеристики
По-голяма е от червеногръдката. Долните части на мъжките и женските са бели. През лятото горната част на тялото на мъжкия се оцветява в сиво, гушата изсветлява, крилете са черни. Наесен прилича на женската освен по черните криле. Женската е светлокафява отгоре и светлобежова отдолу, като крилете ѝ са в по-тъмно кафяво.
- Дължина: 14,5-15,5 cm
- Тегло: 22-28 g
- Размах на крилете: 26-32 cm

## Разпространение
Гнезди по каменливи места и в планините в Европа и в по-голямата част от Централна и Северна Азия; по-малко в Канада, Аляска и Гренландия. Зимуват в Африка.

## Начин на живот и хранене
Насекомоядна птица — паяци, охлюви и дъждовни червеи. През есента ядат и горски плодове.

## Размножаване
Снася 5-6 яйца. Мъти 14 дни. След като се излюпят малките, родителите им ги хранят 15 дни.

## Допълнителни сведения
- женска
- мъжка